# متحف كتاب الطبخ
يقع أول متحف لكتب الطهي الاسكندنافية في Måltidens hus، Grythyttan، السويد. جرى افتتاح المتحف في 17 مارس 2000 وتديره مدرسة جريثيتان للضيافة وفنون الطهي وعلوم الوجبات.

## المبنى
توجد الغرفة التي يقع فيها المتحف في مكعب أسود مبني خصيصًا، يشبه الكعبة المشرفة، أقدس موقع عند المسلمين. أراد المهندس المعماري Magnus Silfverhielm، الذي كان مفتونًا بالثقافة العربية، إنشاء مكان ليزروه الأشخاص المهتمون بفنون الطهي.
حاول المتحف، من خلال مشروع التصميم الداخلي واختيار المواد، إيجاد روابط مع Tore Wretman وهو أحد أكبر مؤلفي كتب الطبخ في السويد، ويُعرض الكثير من أعماله في المتحف.

## مجموعة المقتنيات
تعود مجموعة الكتب والوثائق بالمتحف إلى عام 1480 م حتى 1980 م. وهو يتألف من قرابة ألف عمل مختلف، خاصة فيما يتعلق بالطعام وفنون الطهي، ولكن أيضًا المشروبات وإعدادها. يمكن تصنيف معظم الأعمال على أنها كتب، ولكن يوجد أيضًا عدد من الكتيبات والقوائم.
يحتفظ المتحف بنسخة من De honisea voluptate et valetudine (عن الصحة الجيدة، وغالبًا ما يتم اختصاره إلى De honissaa voluptate)، وهو أقدم كتاب طبخ مطبوع في العالم. كتبه بارتولوميو بلاتينا، أمين مكتبة البابا، حوالي عام 1465، وهو إلى حد كبير ترجمة إلى اللاتينية لوصفات كتبها مارتينو دا كومو من كتابه Libro de Arte Coquinaria (حوالي 1465). جرى إعادة طبع الكتاب بشكل متكرر خلال القرن التالي وترجمته إلى الفرنسية والألمانية والإيطالية.
هناك أيضًا كتب من Cajsa Varg [الإنجليزية] وغيرها من الكتب في المتحف.
يقدر عدد الكتب في متحف كتاب الطبخ بقرابة 1500-2000 كتابًا وفق تقدير عام 2015.

## روابط خارجية
الموقع الرسمي